# Avenida José Celestino Mutis
La avenida José Celestino Mutis o avenida Calle 63 (antiguamente avenida Calle 57) es una vía arterial de la ciudad de Bogotá, en Colombia. Lleva el nombre del botánico e investigador José Celestino Mutis, director de la Expedición Botánica. Comienza en la localidad de Chapinero, sirve como límite a las localidades de Teusaquillo y de Barrios Unidos, termina en la localidad de Engativá, al occidente de la ciudad.
El alcalde de Funza (Cundinamarca), Daniel Bernal, le hizo la propuesta a la alcaldesa Claudia López. La idea es desembotellar las salidas de la capital por el occidente, además de las avenidas Calle 80 y Calle 13.

## Trazado
La avenida comienza en Chapinero, en la Carrera 7, hace su recorrido a través de Teusaquillo, Barrios Unidos hasta Engativá, cruzándose con la Carrera 7, Avenida Caracas, Norte-Quito-Sur, la Carrera 50, la Avenida 68, la Avenida de la Constitución, la Boyacá y la Avenida Cali. Actualmente termina en la Carrera 112b.  
Entre la Avenida de La Constitución (Carrera 70) y la Avenida Boyacá (Carrera 72) no había conexión de la avenida como tal, sino que ésta se dividía en dos: la Calle 63 Bis (sentido occidente - oriente) y la Calle 63 A (sentido oriente - occidente), así que en 2017 se inició la construcción de un puente sobre la Avenida Boyacá, para unir la avenida en una sola. Su construcción terminó a comienzos de 2021.
En 2019 se adquirieron los predios para su extensión hasta el límite occidental de Bogotá, entre las carreras 112 y 122 y en 2021 se inició la construcción; la vía será una alternativa a las calles 26 y 80 y aliviará el tráfico hacia occidente de la ciudad. Se contempla que sea una autopista de salida y entrada a Bogotá, paralela a la calle 80.

### TransMilenio
En cercanías de esta importante avenida de la ciudad, se encuentran las siguientes estaciones del Sistema TransMilenio:
- A  Calle 63
- E  7 de Agosto
- E  Movistar Arena

Además, los siguientes servicios zonales recorren esta vía en algún punto de su trazado:
- A001 Bosque Calderón - El Paraíso
- C131-H131 Bilbao - Diana Turbay
- D209-H209 Villa Teresita - Galicia
- D211-K211 Gran Granada - Salitre El Greco
- D212 Portal 80 - Engativá Centro
- D213-A213 Villa Teresita - Galerías
- A306-K306 Centro Andino - Zona Franca
- K315 Puente Grande
- K321 Fontibón Brisas
- K323 El Recodo
- A410-F410 Chicó Norte - Tierra Buena
- A503-G503 Est. Calle 100 - San Bernardino
- A541-G541 Chapinero - Bosa Centro
- A605-H605 Polo - Arborizadora Alta
- D800-L800 Villa Gladys - Gaviotas
- B906-D906 Toberín - Villa Gladys
- A532-G532 Chapinero Central - Metrovivienda
- 59B Bachué - Chapinero
- 142 Engativá - Teusaquillo
- 442 Mirandela - Villa Gladys
- 621 Santo Domingo - Bachué
- P500 Aeropuerto - Centro Andino

###### Servicios Alimentadores
- 16-4 El Muelle
- 16-5 Villa Amalía

## Puntos de interés en la vía

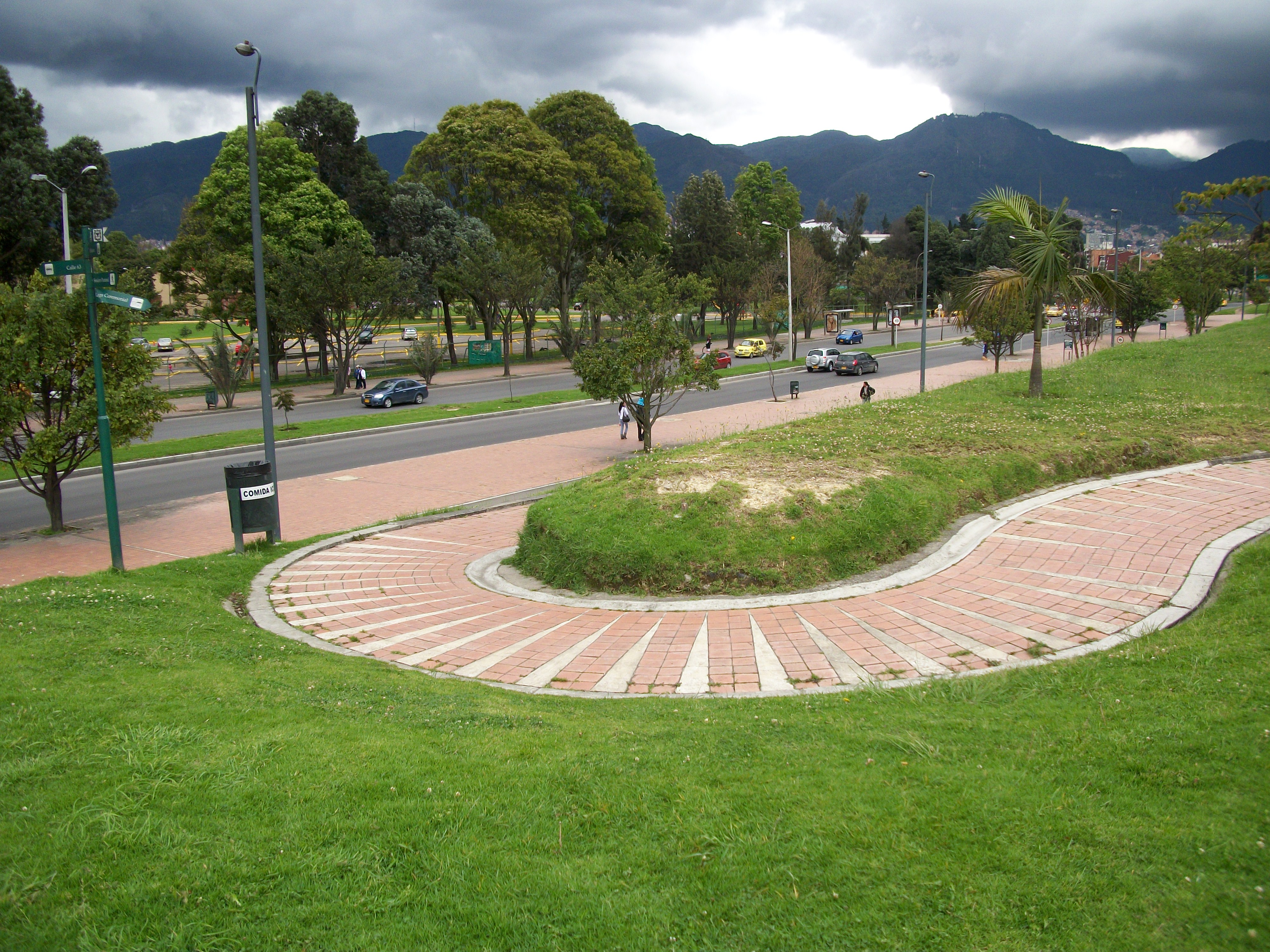
Acceso Biblioteca Virgilio Barco por la calle Sesenta y tres.

- Basílica Nuestra Señora de Lourdes (Chapinero).
- Parroquia San Gerardo Mayela (Teusaquillo)
- Parroquia San Vicente de Paúl (Barrios Unidos)
- Movistar Arena (Teusaquillo)
- Parque de Los Novios (Barrios Unidos)
- Complejo Acuático Simón Bolívar (Barrios Unidos)
- Palacio de los Deportes (Barrios Unidos)
- Biblioteca Virgilio Barco (Teusaquillo)
- Parque Metropolitano Simón Bolívar (Teusaquillo)
- Parque el Salitre (Barrios Unidos)
- Jardín Botánico de Bogotá (Engativá)
- Museo de los Niños (Barrios Unidos)
- Coliseo Cubierto El Salitre (Engativá)
- Parroquia San Carlos Borromeo (Engativá)
- Centro de Alto Rendimiento (Barrios Unidos)

## Barrios que cruza[4]

### Localidad deChapinero
- Barrios Chapinero Norte y Chapinero Central, entre carreras 9A y Avenida Caracas.

### Localidad deTeusaquillo
- Chapinero Occidental, entre Avenida Caracas y carrera 17.
- San Luis, entre carrera 17 y Avenida Colombia (carrera 24).
- El Campín, entre Avenida Colombia (carrera 24), y NQS.
- Campín Occidental, entre NQS y carrera 36A.
- Nicolás de Federmán, entre carrera 36A y Avenida Batallón Caldas (carrera 50).
- Pablo VI Norte, entre Avenida Batallón Caldas (carrera 50) y Avenida de la Esmeralda (carrera 60).
- Campo Eucarístico (Parque metropolitano Simón Bolívar), entre Avenida de la Esmeralda (carrera 60) y Avenida del Congreso Eucarístico (carrera 68).

### Localidad deBarrios Unidos
- La Esperanza, entre Avenida Caracas y carrera 17.
- Baquero, entre carrera 17 y carrera 21.
- Muequetá, entre carrera 21 y Avenida Colombia (carrera 24).
- Quinta Mutis, entre Avenida Colombia (carrera 24), y carrera 27B.
- Benjamín Herrera, entre carrera 28 y NQS.
- El Rosario, entre NQS y carrera 59A.
- Parque Distrital Salitre, entre carrera 59A y Avenida de la Esmeralda (carrera 60).
- Parque Popular Salitre, entre Avenida de la Esmeralda (carrera 60) y Avenida del Congreso Eucarístico (carrera 68).

### Localidad deEngativá
- Bosque Popular y Jardín Botánico, entre Avenida del Congreso Eucarístico (carrera 68) y Avenida de la Constitución (carrera 70).
- La Reliquia y Normandía, entre Avenida de la Constitución (carrera 70) y Avenida Boyacá (carrera 72).
- El Encanto y Normandía Occidental, entre Avenida Boyacá (carrera 72) y carrera 77A.
- Villa Luz, entre carrera 77A y transversal 85.
- San Ignacio, entre transveral 85 y carrera 85M.
- Los Álamos, entre transversal 85 y carrera 97A.
- Los Ángeles, entre carrera 97A y transversal 103.
- Villa del Mar, entre transversal 103 y carrera 105.
- El Muelle, entre carrera 105 y carrera 107C.
- San Antonio Engativá, entre carrera 107C y carrera 110A.
- San Antonio Urbano, entre carrera 110A y carrera 111B.
- Marandú, entre carrera 111B y transversal 112 Bis A.
- Villa Gladys, entre transversal 112 Bis A, y carrera 113B.
- Sabana del Dorado, entre carrera 113B y carrera 122.
- El Cedro, entre carrera 122 y el río Bogotá.

### Localidad deFontibón
- Aeropuerto Eldorado, entre carrera 97A y el río Bogotá.
- Centro comercial Nuestro Bogotá, entre la Avenida Ciudad de Cali y transversal 93